# Pirogowszczyzna
Pirogowszczyzna – dawny folwark. Tereny, na których był położony, leżą obecnie na Białorusi, w obwodzie grodzieńskim, w rejonie oszmiańskim, w sielsowiecie Żuprany.

## Historia
W czasach zaborów folwark w gminie Polany, w powiecie oszmiańskim, w guberni wileńskiej Imperium Rosyjskiego.
W latach 1921–1945 folwark leżał w Polsce, w województwie wileńskim, w powiecie oszmiańskim, w gminie Polany.
W 1931 w 1 domu zamieszkiwało 8 osób.
Wierni należeli do parafii rzymskokatolickiej w Żupranach. Miejscowość podlegała pod Sąd Grodzki w Oszmianie i Okręgowy w Wilnie; właściwy urząd pocztowy mieścił się w Żupranach.